# Crítica a l'ateisme
A grans trets, es pot considerar que la crítica a l'ateisme està basada primordialment en una varietat d'arguments, entre els quals s'inclouen les apreciacions a l'entorn de la seva validesa,
 les conseqüències de no tenir creences, el seu impacte en la moralitat, i l'afirmació que alguns ateus són també dogmàtics.

## Rebuig dels arguments teistes
La principal crítica de l'ateisme és que es rebutja la creença en un ésser o éssers sobrenaturals, comunament denominat Déu o déus. Segons el punt de vista dels crítics teistes i deistes, hi ha un conjunt d'arguments a favor de l'existència de Déu. No obstant això, els ateus al·leguen que aquests no són convincents o contenen falles. Un exemple antic d'aquesta crítica es troba en la mateixa Bíblia: "el ximple ha dit en el seu cor: 'No hi ha Déu'", mentre que un exemple més recent es troba al catecisme de l'Església catòlica: "Atès que rebutja o nega l'existència de Déu, l'ateisme és un pecat contra la virtut de la religió".
Una crítica a l'ateisme fort també prové de l'agnosticisme, que argumenta que no hi ha proves suficients per a afirmar en forma determinant que no hi ha cap ésser suprem, i de l'ignosticisme, que assumeix una posició teològica no cognitivista en el fet que la pregunta de l'existència de Déu (per la seva definició) no té sentit o no està enunciada de manera apropiada com per poder arribar a una conclusió que hi tingui sentit.